# Tina Caspary
Tina Caspary (* 28. Dezember 1970 in Downey, Kalifornien) ist eine US-amerikanische Schauspielerin, Choreografin und Tänzerin. Sie wurde als „Barbara“ in dem Film Can’t Buy Me Love aus dem Jahr 1987 bekannt.

## Leben

### Persönliches
Tina Caspary ist die Tochter von Dewitt Caspary III und Brenda Caspary. Sie hat zwei Brüder, Dennis Caspary, der als Tänzer und Choreograph arbeitet, und Dewitt „Dee“ Caspary, einem Schauspieler und Tanz-Choreograph. Bereits in jungen Jahren entwickelte sie, beeinflusst durch ihre Mutter, ein starkes Interesse am Tanz. Sie ist verheiratet mit Ryan Cyphert und Mutter von Zwillingen.

### Karriere
Mit 11 Jahren hatte sie eine erste Rolle als Tänzerin in Annie, wo sie zum ersten Mal mit Amanda Peterson zusammenarbeitete.
1986 spielte sie die Rolle der Kelly in der ersten Folge der US-Fernsehserie Eine schrecklich nette Familie. Diese Folge wurde nicht ausgestrahlt, da die Produzenten nicht mit der Rollenbesetzung einverstanden waren. Die Rolle wurde später mit Christina Applegate besetzt.
1996 brachte Caspary eine Tanzbekleidungslinie namens „Katrina Activewear“ auf den Markt. Caspary und ihr Ehemann Ryan Cyphert, sind Dozenten bei SHOCK the Intensive, einem Unternehmen, das intensive eintägige Tanztrainingsprogramme in den gesamten Vereinigten Staaten anbietet. Sie ist auch in zahllosen Fernsehwerbespots und Industriefilmen aufgetreten.

## Filmografie
- 1982: Annie
- 1985: Silver Spoons (Fernsehserie, eine Folge)
- 1986: Schlagzeile: Rufmord (News at Eleven)
- 1986: Combat Academy
- 1986: Disneyland (Fernsehserie, eine Folge)
- 1986: Unser lautes Heim (Fernsehserie, eine Folge)
- 1987: Can’t Buy Me Love
- 1987: Eine schrecklich nette Familie‚ (Fernsehserie, eine Folge, als „Kelly Bundy“)
- 1988: Totally Minnie
- 1988: Mick… mein Freund vom anderen Stern (Mac and Me)
- 1988: Day by day (Fernsehserie)
- 1988–1989 Falcon Crest (Fernsehserie, 3 Folgen)
- 1989: Live-In (Fernsehserie)
- 1989: Teen Witch
- 1989: Meine Mutter ist ein Werwolf
- 1994: Valley of the Dolls (Fernsehserie, eine Folge)